# 산내로 (파주시)
산내로(Sannae-ro)는 경기도 파주시 목동동에 있는 도로로, 총 연장은 1.355 km이다. 도로의 명칭이 유래된 것은 '산내마을'이라는 명칭을 인용하였던 것에서 유래되었다.

## 역사
- 2010년 7월 22일 : 도로명으로 산내로를 고시

## 주요 경유지
- 파주시
  - 목동동[1]

## 접촉하는 도로
- 교하로
- 와석순환로

## 주요 건물 및 시설
- 산내중학교 (산내로 15/목동동 1080)
- 운정신도시 라피아노4단지 (산내로 26/목동동 1082)
- 파주운정신도시 디에트르 라 포레 아파트 (산내로 89/목동동 1009)